# Sophie Turner
Sophie Belinda Jonas (født Turner; født 21. februar 1996) er en britisk skuespillerinde, der er mest kendt for sin rolle som Sansa Stark i HBO's fantasyserie Game of Thrones. Rollen som Sansa Stark fik hende nomineret til en Young Artist Award og Emmy-prisen for bedste kvindelige birolle i en dramaserie.

## Tidlige liv
Turner blev født i Northampton og flyttede til Warwick da hun var to år. Der gik hun på Warwick Prep School til hun var elleve år gammel, og flyttede senere til King's High School. Turner har været et medlem af det lokale teater Playbox Theatre Company siden hun var tre år.

## Karriere
Turner er venner med skuespillerinden Maisie Williams, som spiller Sansa Starks søster Arya Stark. De mødtes til audition til rollerne for Game Of Thrones før de fik rollerne.
Efter at indspilningen af første sæson af Game of Thrones var færdig, adopterede Turner hunden Zunni, som spiller Sansa Starks ulv Lady.
Hun fik sin første rolle i 2011, som Sansa Stark, datter af en mægtig Lord i HBOs fantasy-drama serie Game of Thrones. Det var hendes dramaskolelærer som opfordrede hende til at gå til audition og få rollen. Hun farvede håret fra blondt til rødt til rollen.
I 2013 spillede hun hovedrollen for en indie-thriller-film, Panda Eyes. En film baseret på novellen Another Me skrevet af Cathrine MacPhail. Hun spillede Adeline March i tv-filmen The Thirteenth Tale i 2013, og var med i komediefilmen, Barely Lethal.
Hun indtalte også en kort fortælling skrevet af Lev Grossman i lydbogs-versionen af novellen Dangerous Women, som er skrevet af George R. R. Martin. Fortællingen finder sted i Westeros, i A Song Of Ice And Fire verdenen, mange år før starten af Game of Thrones.

## Privat
Turner begyndte at date Joe Jonas i november 2016. I oktober 2017, annoncerede hun deres forlovelse på Instagram.
De blev gift den 1. maj 2019 i Las Vegas, Nevada.
Turner fødte parrets første barn, datteren Willa, den 22. juli 2020. I sommeren 2022 fik parret endnu en datter. Parret meddelte i september 2023, at de skal skilles.

## Udvalgt filmografi

### Film
- X-Men: Apocalypse (2016) – Jean Grey
- X-Men: Dark Phoenix (2019) – Jean Grey

### Tv-serier
- Game of Thrones (2011–19) – Sansa Stark
- The Staircase (2022) – Margaret Ratliff
- Joan (2024) – Joan Hannington (juveltyv)